# A.L. Lloyd
Albert Lancaster Lloyd, född 29 februari 1908, död 29 september 1982, vanligen känd som A.L. Lloyd eller Bert Lloyd var en engelsk sångare och upptecknare av folkmusik. Skrev standardverket "Folk Song in England". Var en av de stora inspiratörerna bakom folkmusikvågen i England på 1960-talet. Grupper som Fairport Convention och Pentangle har spelat in många sånger som de har lärt sig av Lloyd.